# 辻晴雄
辻 晴雄（つじ・はるお、1932年（昭和7年）12月6日‐）は、日本の実業家。シャープ株式会社相談役。弟の妻が第2代社長佐伯旭の子。

## 略歴
大阪府大阪市生まれ。1955年、関西学院大学商学部卒業。同年、早川電機工業株式会社入社（1970年、シャープ株式会社に社名変更）。
1977年取締役、1981年常務取締役、1983年専務取締役を経て、1986年6月取締役社長に就任(シャープの第3代社長)。
1998年相談役(現職)就任。
世界に先駆けて液晶ディスプレイ事業の本格的な立上げに成功した。液晶の大型、高画質、フルカラー化などを進める一方、液晶付ビデオカメラ「液晶ビューカム」、携帯情報ツール「ザウルス」、液晶プロジェクター「液晶ビジョン」、8.6型(当時最大)壁掛け液晶テレビ「液晶ミュージアム」など画期的な応用商品の開発を指揮、「液晶のシャープ」を築き上げた。
このほか、需要創造型商品の創出を目指し、ホームファクシミリ「イラストーク」、日本語ワープロ「書院」など「個のマルチメディア」の全盛時代を陣頭指揮した。デバイス事業にも注力し、液晶を含めたオプトエレクトロニクス分野を切り拓いた。
座右の銘は本人の造語である「考動」、「協創」。「情報の波打ち際に身を置く」ことをモットーとし、現場主義を貫く。
現在、野村ホールディングス株式会社及び野村證券株式会社の取締役、小林製薬株式会社の取締役、セーレン株式会社取締役、株式会社ティーケーピー取締役等を務めている。